# Aigburth
Aigburth (/ ɛɡbərθ /) est une banlieue aisée de Liverpool, dans le comté de Merseyside, en Angleterre.
Aigburth est situé au sud de la ville.